# Guys
Guys is een plaats (town) in de Amerikaanse staat Tennessee, en valt bestuurlijk gezien onder McNairy County.

## Demografie
Bij de volkstelling in 2000 werd het aantal inwoners vastgesteld op 483.
In 2006 is het aantal inwoners door het United States Census Bureau geschat op 503, een stijging van 20 (4.1%).

## Geografie
Volgens het United States Census Bureau beslaat de plaats een oppervlakte van
30,4 km², waarvan 30,3 km² land en 0,1 km² water. Guys ligt op ongeveer 162 m boven zeeniveau.

## Plaatsen in de nabije omgeving
De onderstaande figuur toont nabijgelegen plaatsen in een straal van 16 km rond Guys.